# La Alcaidesa
La Alcaidesa es una urbanización perteneciente a los municipios españoles de San Roque y La Línea de la Concepción. En 2009 vivían en ella 621 habitantes.
Está situada a 10 kilómetros al norte de La Línea, junto a la playa de La Alcaidesa y un campo de golf, La Hacienda Links Golf Resort, incluyendo dos campos de golf - Links y Heathland, que han sido actualizados para cumplir con los altos estándares actuales del club, ya perteneciente al término municipal de San Roque.
El campo Links  está situado sobre el Mediterráneo, y con vistas a Gibraltar ofreciendo una de las mejores vistas panorámicas del golf español. Diseñado originalmente por Peter Alliss y Clive Clark, el campo de campeonatos de 18 hoyos y par 72 se inauguró en 1992 y es uno de los pocos campos de estilo links del sur de Europa.
En 2021, el campo fue objeto de una importante actualización y renovación por parte del aclamado arquitecto estadounidense Kurtis Bowman, supuso la remodelación de todos los tees, complejos de greens y bunkers, y el rediseño de una serie de hoyos, creando en el proceso una de las mayores zonas de putting de España.
Desde su reapertura, el campo Links ha recibido numerosos elogios tanto de los jugadores como de la industria del golf, entre ellos el de haber sido nombrado "Mejor Campo de Golf de España" en los World Golf Awards 2023.
El campo de Heathland fue diseñado por el respetado exjugador de la Ryder Cup y arquitecto de muchos campos de renombre internacional, Dave Thomas.
Un campo de campeonato de trazado de par 73 que ofrece una gran variedad de paisajes naturales. Además de presentar una serie de mesetas que ofrecen excepcionales vistas del mar Mediterráneo entre típicas colinas andaluzas, varios hoyos se encuentran en un valle con grandes lagos y calles estrechas.
Se accede a esta urbanización por el Camino de Estepona, que une la urbanización con la ciudad, o bien desde la salida 124 de la autovía del Mediterráneo.